# 鮑爾德森鎮區 (堪薩斯州馬歇爾縣)
鮑爾德森鎮區（英語：Balderson Township）為美國堪薩斯州馬歇爾縣轄下的鎮區。2010年美国人口普查中此鎮區人口有82人。

## 地理
鮑爾德森鎮區涵蓋總面積為97.6平方（37.68平方英里），其中陸地面積為97.3平方（37.58平方英里），水域面積為0.26平方（0.1平方英里）或0.27%。海拔高度392（1,286英尺）。

## 人口統計
根據2010年美國人口普查，鮑爾德森鎮區人口有82人，其中男性有46人，女性有36人，人口密度為每平方公里0.84人，住房計46戶。鎮區內的白人有80人，非裔美國人有0人，美洲原住民有0人，亞裔美國人有0人，太平洋島裔美國人有0人，其他種族有0人，混血種族則有2人。此外鎮區內有0人為西班牙裔或拉丁裔美國人。此鎮區之年齡中位數為51歲，而男性年齡中位數為53歲，女性年齡中位數為44歲。